# Grefrath
Grefrath is een plaats en gemeente in Noordrijn-Westfalen en telt 14.759 inwoners (31 december 2020) op een oppervlakte van 30,98 km². De gemeente is onderdeel van de Kreis Viersen.

## Deelgemeenten
- Grefrath
- Oedt
- Vinkrath
- Mülhausen

## Geschiedenis
Grefrath, op de linkeroever van de Niers, behoorde tot het Overkwartier van Gelder en dus tot de Zuidelijke Nederlanden. Tijdens de Spaanse Successieoorlog werd het gebied door Pruisen ingenomen, samen met de andere gemeenten die vanaf 1713 officieel Pruisisch Opper-Gelre vormden.
Vinkrath hoorde bij het hertogdom Gulik. Oedt en Mülhausen, op de rechteroever van de Niers, hoorden bij het keurvorstendom Keulen.
| plaatsen in de buurt | plaatsen in de buurt | plaatsen in de buurt | plaatsen in de buurt | plaatsen in de buurt |
| -------------------- | -------------------- | -------------------- | -------------------- | -------------------- |
| Glabbach             |                      | Vinkrath             |                      | Ziegelheide          |
|                      |                      |                      |                      |                      |
| Hinsbeck             | Mülhausen            |                      |                      |                      |
|                      |                      |                      |                      |                      |
| Lobberich            |                      | Süchteln             |                      | Oedt                 |

## Sport
In Grefrath bevindt zich de ijsbaan Eissportzentrum Grefrath. Deze buitenbaan is de belangrijkste locatie voor langebaanschaatsen in Noordrijn-Westfalen.

## Afbeeldingen

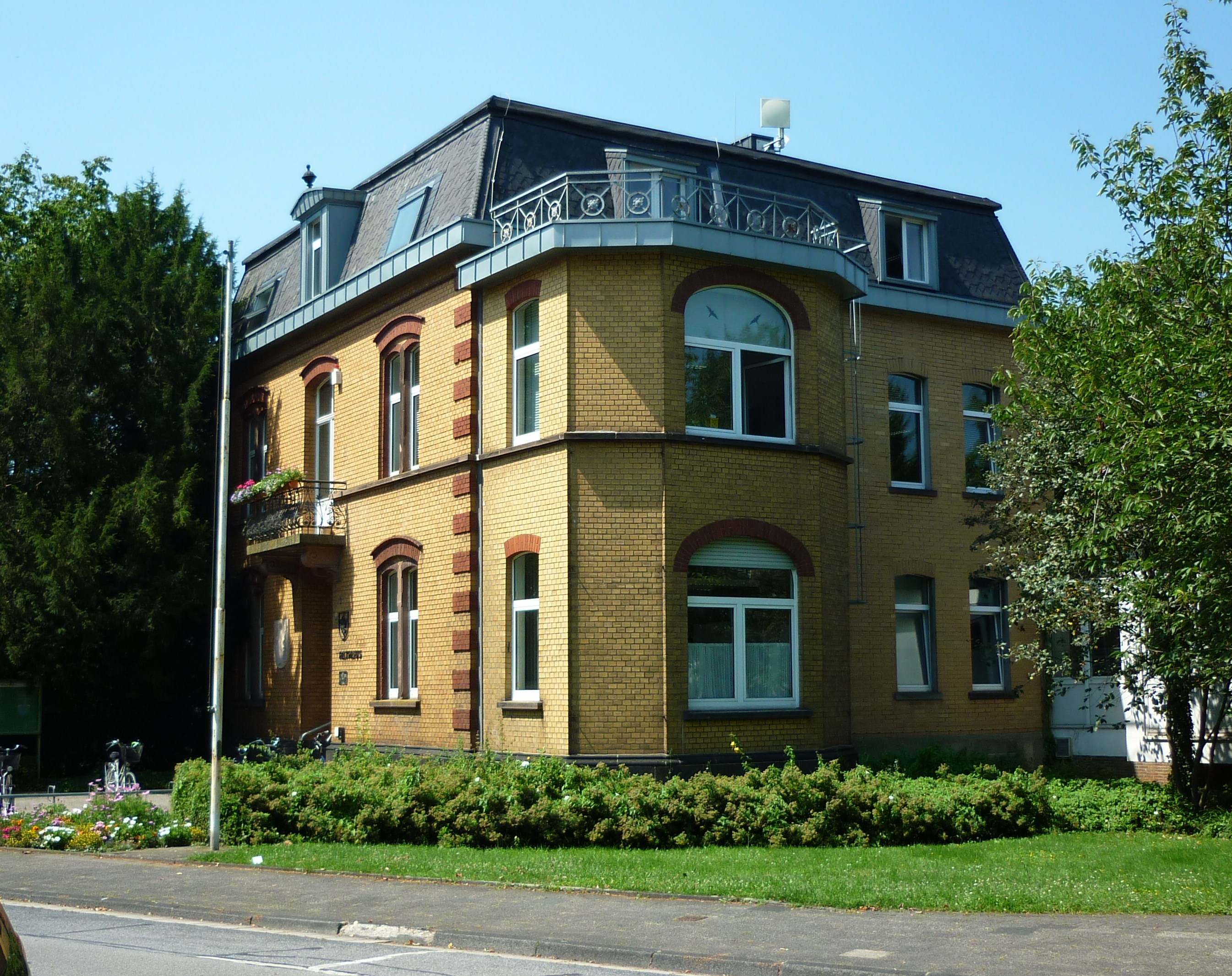
Gemeentehuis
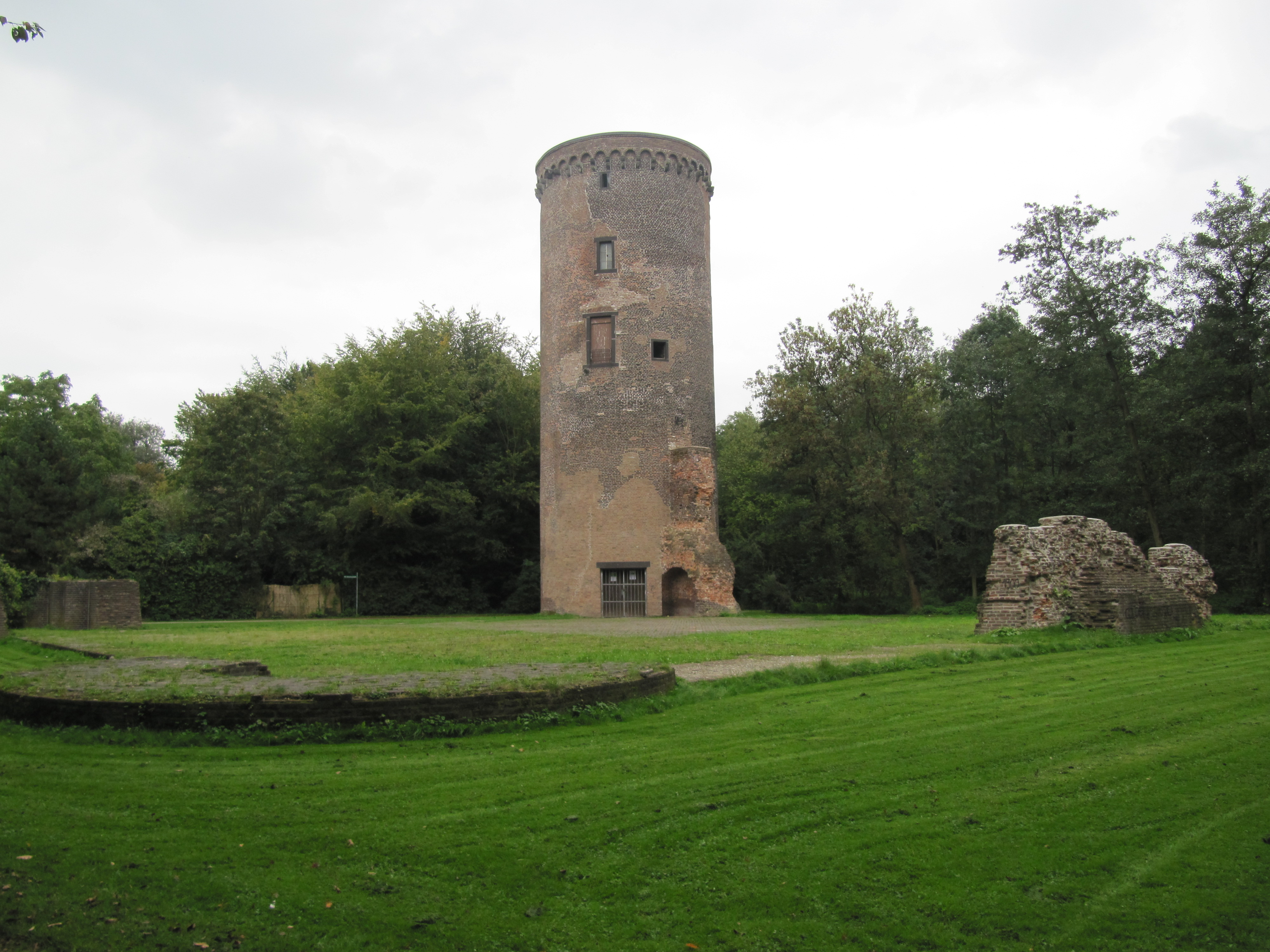
Burg Uda
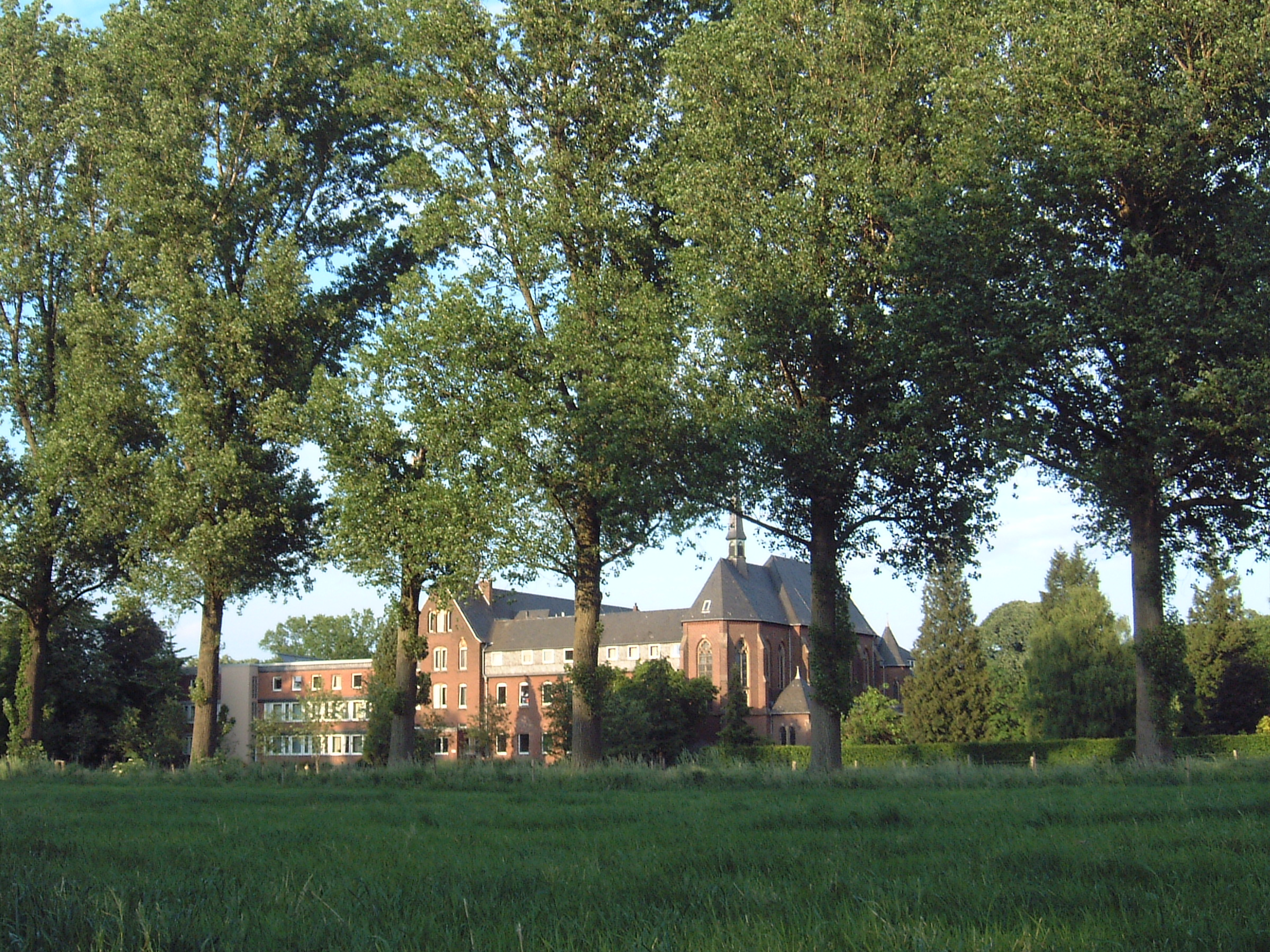
Abdij Mariendonk

## Niet te verwarren met
Grefrath is ook de naam van een klein stadsdeel van Frechen.
Grefrath · Mülhausen · Oedt · Vinkrath
Brüggen · Grefrath · Kempen · Nettetal · Niederkrüchten · Schwalmtal · Tönisvorst · Viersen · Willich